# Lakzwammen
Lakzwammen (Ganoderma) vormen een geslacht van schimmels behorend tot de familie Polyporaceae.

## Beschrijving
De vruchtlichamen van de lakzwammen zijn consolevormig en hechten zich aan boomstammen. Vaak leven ze als parasiet tot de boom afsterft, waarna ze er verder leven als saprofyt. Sommige lakzwammen zijn zwakteparasieten, wat wil zeggen dat ze voornamelijk op verzwakte boomsoorten groeien. Het geslacht dankt zijn naam 'lakzwammen' eraan dat het glanzende oppervlak van veel soorten gelakt lijkt. Dit is bijvoorbeeld het geval bij de gesteelde lakzwam (G. lucidum). Het hymenium bestaat uit buisjes.

## Verspreiding
Er zijn ruim tachtig soorten bekend, waarvan een groot deel in tropische regionen voorkomt. In Nederland en België komen onder andere de gesteelde lakzwam (G. lucidum), de dikrandtonderzwam (G. adspersum), de harslakzwam (G. resinaceum) en de platte tonderzwam (G. applanatum) voor.
In de zuidoostelijke Verenigde Staten en met name Florida is G. zonatum een relatief algemene soort die veelvuldig palmen doodt.

## Soorten
Volgens Index Fungorum telt het geslacht 241 soorten (peildatum oktober 2020):
- Ganoderma aetii (Steyaert) Zmitr., 2018
- Ganoderma africanum (Lloyd) Doidge, 1950
- Ganoderma ahmadii Steyaert, 1972
- Ganoderma albocinctum Pat. & Morot, 1894
- Ganoderma albomarginatum S.C. He, 1989
- Ganoderma alluaudii Pat. & Har., 1906
- Ganoderma amazonense Weir, 1926
- Ganoderma amboinense (Lam.) Pat., 1887
- Ganoderma angustisporum J.H. Xing, B.K. Cui & Y.C. Dai, 2018
- Ganoderma applanatum (Platte tonderzwam) (Pers.) Pat., 1887
- Ganoderma aridicola J.H. Xing & B.K. Cui, 2016
- Ganoderma asperulatum (Murrill) Sacc. & Trotter, 1912
- Ganoderma atrum J.D. Zhao, L.W. Hsu & X.Q. Zhang, 1979
- Ganoderma aureolum Steyaert, 1962
- Ganoderma auriscalpioides Henn., 1904
- Ganoderma australe (Dikrandtonderzwam) (Fr.) Pat., 1889,
 (Ganoderma adspersum (Schulzer) Donk, 1969)
- Ganoderma austroafricanum M.P.A. Coetzee, M.J. Wingf., Marinc. & Blanchette, 2014
- Ganoderma austrofujianense J.D. Zhao, L.W. Hsu & X.Q. Zhang, 1979
- Ganoderma barretoi Torrend, 1909
- Ganoderma baudonii Steyaert, 1962
- Ganoderma baumii Pilát, 1932
- Ganoderma bawanglingense J.D. Zhao & X.Q. Zhang, 1987
- Ganoderma bicharacteristicum X.Q. Zhang, 1995
- Ganoderma bilobum Bres., 1910
- Ganoderma boninense Pat., 1889
- Ganoderma brownii (Waslakzwam) (Murrill) Gilb., 1962
- Ganoderma bruggemanii Steyaert, 1972
- Ganoderma calidophilum J.D. Zhao, L.W. Hsu & X.Q. Zhang, 1979
- Ganoderma cantharelloideum M.H. Liu, 1989
- Ganoderma capense (Lloyd) Teng, 1963
- Ganoderma carnosum Pat., 1889
- Ganoderma carocalcareum Douanla-Meli, 2009
- Ganoderma casuarinicola J.H. Xing, B.K. Cui & Y.C. Dai, 2018
- Ganoderma cehengense X.L. Wu, 1995
- Ganoderma cervinum (Bres.) Sacc. & Trotter, 1925
- Ganoderma chalceum (Cooke) Steyaert, 1967
- Ganoderma chenghaiense J.D. Zhao, 1989
- Ganoderma chilense (Fr.) Pat., 1889
- Ganoderma chiungchungense X.L. Wu, 1997
- Ganoderma chocoense J.A. Flores, C.W. Barnes & Ordoñez, 2018
- Ganoderma chonoides Steyaert, 1962
- Ganoderma cinnamomea Ryvarden, 2020
- Ganoderma citriporum Ryvarden & Iturr., 2004
- Ganoderma cochlear (Blume & T. Nees) Merr., 1917
- Ganoderma colossus (Fr.) C.F. Baker, 1920
- Ganoderma comorense (Henn.) Sacc. & Trotter, 1912
- Ganoderma concinnum Ryvarden, 2000
- Ganoderma corrugatum Steyaert, 1961
- Ganoderma crebrostriatum J.D. Zhao & L.W. Hsu, 1983
- Ganoderma cupreopodium X.L. Wu & X.Q. Zhang, 1994
- Ganoderma cupulatiprocerum X.L. Wu & X.Q. Zhang, 1996
- Ganoderma curranii Murrill, 1908
- Ganoderma curtisii (Berk.) Murrill, 1908
- Ganoderma dahlii (Henn.) Aoshima, 1971
- Ganoderma daiqingshanense J.D. Zhao, 1989
- Ganoderma dejongii Steyaert, 1972
- Ganoderma destructans M.P.A. Coetzee, Marinc. & M.J. Wingf., 2015
- Ganoderma diaoluoshanense J.D. Zhao & X.Q. Zhang, 1987
- Ganoderma dimidiatum (Thunb.) V. Papp, 2016
- Ganoderma donkii Steyaert, 1972
- Ganoderma dorsale (Lloyd) Torrend, 1920
- Ganoderma dubio-cochlear (Lloyd) Sacc. & Trotter, 1925
- Ganoderma dunense Tchotet, Rajchenb. & Jol. Roux, 2018
- Ganoderma duropora Lloyd, 1920
- Ganoderma dussii Pat., 1899
- Ganoderma ecuadorense A. Salazar, C.W. Barnes & Ordoñez, 2016
- Ganoderma eickeri Tchotet, M.P.A. Coetzee, Rajchenb. & Jol. Roux, 2019
- Ganoderma elegantum Ryvarden, 2004
- Ganoderma ellipsoideum Hapuar., T.C. Wen & K.D. Hyde, 2018
- Ganoderma endochrum Steyaert, 1962
- Ganoderma enigmaticum M.P.A. Coetzee, Marinc. & M.J. Wingf., 2015
- Ganoderma fasciatum Har. & Pat., 1903
- Ganoderma fassii Steyaert, 1961
- Ganoderma fassioides Steyaert, 1961
- Ganoderma fici Pat., 1892
- Ganoderma flexipes Pat., 1907
- Ganoderma formosanum T.T. Chang & T. Chen, 1984
- Ganoderma formosissimum (Speg.) Speg., 1918
- Ganoderma fornicatum (Fr.) Pat., 1889
- Ganoderma frondosum Pat., 1926
- Ganoderma fuscum Steyaert, 1962
- Ganoderma galegense (Mont.) Pat., 1889
- Ganoderma ghesquierei Steyaert, 1962
- Ganoderma gibbosum (Blume & T. Nees) Pat., 1897
- Ganoderma gilletii Steyaert, 1962
- Ganoderma guianense Decock & Ryvarden, 2004
- Ganoderma guinanense J.D. Zhao & X.Q. Zhang, 1987
- Ganoderma guizhouense S.C. He, 1988
- Ganoderma hainanense J.D. Zhao, L.W. Hsu & X.Q. Zhang, 1979
- Ganoderma hildebrandii Henn., 1889
- Ganoderma hinnuleum Steyaert, 1962
- Ganoderma hoehnelianum Bres., 1912
- Ganoderma hoploides Steyaert, 1961
- Ganoderma hypoxanthum (Bres.) C.J. Humphrey, 1938
- Ganoderma impolitum Corner, 1983
- Ganoderma incrustatum (Fr.) Bres., 1910
- Ganoderma infulgens (Torrend) Sacc. & Trotter, 1925
- Ganoderma jianfenglingense X.L. Wu, 1996
- Ganoderma knysnamense Tchotet, M.P.A. Coetzee, Rajchenb. & Jol. Roux, 2019
- Ganoderma koningsbergii (Lloyd) Teng, 1963
- Ganoderma kosteri Steyaert, 1972
- Ganoderma kunmingense J.D. Zhao, 1989
- Ganoderma lamaoense Steyaert, 1972
- Ganoderma leucocontextum T.H. Li, W.Q. Deng, Sheng H. Wu, Dong M. Wang & H.P. Hu, 2015
- Ganoderma leucocreas Pat. & Har., 1912
- Ganoderma leytense Steyaert, 1972
- Ganoderma lignosum Pat., 1924
- Ganoderma lingua (T. Nees) Pat., 1889
- Ganoderma lingzhi Sheng H. Wu, Y. Cao & Y.C. Dai, 2012
- Ganoderma linhartii (Kalchbr.) Z. Igmándy, 1968
- Ganoderma lionnetii Rolland, 1901
- Ganoderma lobatoideum Steyaert, 1980
- Ganoderma lobatum (Cooke) G.F. Atk., 1908
- Ganoderma lobenense Tonjock & Mih, 2014
- Ganoderma longistipitatum Ryvarden, 2000
- Ganoderma lorenzianum (Kalchbr.) Pat., 1889
- Ganoderma lucidum (Gesteelde lakzwam) (Curtis) P. Karst., 1881
- Ganoderma lusambilaense Steyaert, 1962
- Ganoderma luteicinctum Corner, 1983
- Ganoderma luteomarginatum J.D. Zhao, L.W. Hsu & X.Q. Zhang, 1979
- Ganoderma luteum Steyaert, 1961
- Ganoderma magniporum J.D. Zhao & X.Q. Zhang, 1984
- Ganoderma maitlandii Steyaert, 1961
- Ganoderma malayanum Steyaert, 1962
- Ganoderma mangiferae (Lév.) Pat., 1889
- Ganoderma manoutchehrii Steyaert, 1972
- Ganoderma martinicense Welti & Courtec., 2010
- Ganoderma mbrekobenum E.C. Otto, Blanchette, Held, C.W. Barnes & Obodai, 2016
- Ganoderma mediosinense J.D. Zhao, 1988
- Ganoderma megalosporum Steyaert, 1962
- Ganoderma meijiangense J.D. Zhao, 1988
- Ganoderma melanophaeum Steyaert, 1962
- Ganoderma meredithiae Adask. & Gilb., 1988
- Ganoderma microsporum R.S. Hseu, 1989
- Ganoderma miniatocinctum Steyaert, 1967
- Ganoderma mirabile C.J. Humphrey, 1938
- Ganoderma mirivelutinum J.D. Zhao, 1988
- Ganoderma mizoramense Zothanz., Blanchette, Held & C.W. Barnes, 2017
- Ganoderma multicornum Ryvarden, 2000
- Ganoderma multipileum Ding Hou, 1950
- Ganoderma multiplicatum (Mont.) Pat., 1889
- Ganoderma mutabile Y. Cao & H.S. Yuan, 2013
- Ganoderma namutambalaense Steyaert, 1962
- Ganoderma nasalaense Hapuar., Pheng. & K.D. Hyde, 2019
- Ganoderma neglectum Pat., 1887
- Ganoderma neogibbosum Welti & Courtec., 2010
- Ganoderma neojaponicum Imazeki, 1939
- Ganoderma nigrolucidum (Lloyd) D.A. Reid, 1975
- Ganoderma nitens (Fr.) Pat., 1889
- Ganoderma nitidum Murrill, 1908
- Ganoderma obockense Pat., 1887
- Ganoderma ochrolaccatum (Mont.) Pat., 1889
- Ganoderma oerstedii (Fr.) Torrend, 1902
- Ganoderma opacum (Berk. & Mont.) Pat., 1889
- Ganoderma orbiforme (Fr.) Ryvarden, 2000
- Ganoderma oregonense Murrill, 1908
- Ganoderma oroleucum Pat. & Har., 1906
- Ganoderma ostracodes Pat., 1913
- Ganoderma parvigibbosum Welti & Courtec., 2010
- Ganoderma parviungulatum J.D. Zhao & X.Q. Zhang, 1986
- Ganoderma perzonatum Murrill, 1908
- Ganoderma petchii (Lloyd) Steyaert, 1972
- Ganoderma pfeifferi Bres., 1889
- Ganoderma philippii (Bres. & Henn. ex Sacc.) Bres., 1932
- Ganoderma piceum (Ces.) Ryvarden, 2015
- Ganoderma platense Speg., 1926
- Ganoderma plicatum Pat., 1915
- Ganoderma podocarpense J.A. Flores, C.W. Barnes & Ordoñez, 2017
- Ganoderma polychromum (Copel.) Murrill, 1908
- Ganoderma polymorphum Cleland, 1935
- Ganoderma puglisii Steyaert, 1972
- Ganoderma pulchella Bres., 1912
- Ganoderma pygmoideum Steyaert, 1962
- Ganoderma ramosissimum J.D. Zhao, 1989
- Ganoderma ravenelii Steyaert, 1980
- Ganoderma renii S.C. He, 1995
- Ganoderma resinaceum (Harslakzwam) Boud., 1889
- Ganoderma reticulatosporum (Van der Byl) D.A. Reid, 1973
- Ganoderma rhacodes Pat., 1914
- Ganoderma rothwellii Steyaert, 1980
- Ganoderma rotundatum J.D. Zhao, L.W. Hsu & X.Q. Zhang, 1979
- Ganoderma rufoalbum (Bres. & Pat.) Pat., 1914
- Ganoderma ryvardenii Tonjock & Mih, 2010
- Ganoderma sanduense Hapuar., T.C. Wen & K.D. Hyde, 2019
- Ganoderma sanmingense J.D. Zhao & X.Q. Zhang, 1987
- Ganoderma sarasinii Steyaert, 1961
- Ganoderma sculpturatum (Lloyd) Ryvarden, 1989
- Ganoderma septatum Steyaert, 1962
- Ganoderma sessiliforme Murrill, 1912
- Ganoderma shandongense J.D. Zhao & L.W. Xu, 1986
- Ganoderma shangsiense J.D. Zhao, 1988
- Ganoderma shanxiense L. Fan & H. Liu, 2019
- Ganoderma sichuanense J.D. Zhao & X.Q. Zhang, 1983
- Ganoderma silveirae (Torrend) Sacc. & Trotter, 1912
- Ganoderma simaoense J.D. Zhao, 1988
- Ganoderma simulans Wakef., 1922
- Ganoderma sinense J.D. Zhao, L.W. Hsu & X.Q. Zhang, 1979
- Ganoderma soniense Steyaert, 1961
- Ganoderma soyeri Steyaert, 1961
- Ganoderma staneri Steyaert, 1961
- Ganoderma steyaertianum B.J. Sm. & Sivasith., 2003
- Ganoderma stipitatum (Murrill) Murrill, 1908
- Ganoderma stratoideum S.C. He, 1989
- Ganoderma subfulvum (Cooke) Pat., 1889
- Ganoderma sublucidum (Beeli) Steyaert, 1961
- Ganoderma subrenatum (Murrill) Sacc. & Trotter, 1912
- Ganoderma subresinosum (Murrill) C.J. Humphrey, 1938
- Ganoderma substipitata Bres., 1915
- Ganoderma subumbraculum Imazeki, 1939
- Ganoderma tenue J.D. Zhao, L.W. Hsu & X.Q. Zhang, 1979
- Ganoderma testaceum (Cooke) Pat., 1889
- Ganoderma thailandicum Luangharn, P.E. Mortimer, Karun. & J.C. Xu, 2019
- Ganoderma theaecola J.D. Zhao, 1984
- Ganoderma tibetanum J.D. Zhao & X.Q. Zhang, 1983
- Ganoderma torosum Steyaert, 1962
- Ganoderma trengganuense Corner, 1983
- Ganoderma triangulum J.D. Zhao & L.W. Hsu, 1984
- Ganoderma tropicum (Jungh.) Bres., 1910
- Ganoderma trulla Steyaert, 1972
- Ganoderma trulliforme Steyaert, 1972
- Ganoderma tsugae Murrill, 1902
- Ganoderma tuberculosum Murrill, 1908
- Ganoderma turbinatum Ipulet & Ryvarden, 2005
- Ganoderma umbraculum (Fr.) Pat., 1889
- Ganoderma umbrinum Bres., 1912
- Ganoderma ungulatum J.D. Zhao & X.Q. Zhang, 1984
- Ganoderma valesiacum Boud., 1895
- Ganoderma vanheurnii Steyaert, 1972
- Ganoderma vanmeelii Steyaert, 1961
- Ganoderma vivianimercedianum M. Torres, 2008
- Ganoderma weberianum (Bres. & Henn. ex Sacc.) Steyaert, 1972
- Ganoderma wiiroense E.C. Otto, Blanchette, C.W. Barnes & Held, 2015
- Ganoderma williamsianum Murrill, 1907
- Ganoderma wuhuense X.F. Ren, 1994
- Ganoderma wuzhishanense T.C. Wen, Hapuar. & K.D. Hyde, 2016
- Ganoderma wynaadense Steyaert, 1962
- Ganoderma xanthocreas Pat., 1927
- Ganoderma xingyiense S.C. He, 1989
- Ganoderma xylonoides Steyaert, 1961
- Ganoderma zhenningense S.C. He, 1995
- Ganoderma zonatum Murrill, 1902